# Przełęcz Srebrna
Die Przełęcz Srebrna ist ein Gebirgspass im Südwesten Polens, der das Eulengebirge vom Warthagebirge trennt. Der Pass liegt auf dem Gebiet Landgemeinde Stoszowice (deutsch Baumgarten) im Powiat Ząbkowicki und grenzt westlich an den Glatzer Kessel. „Przełęcz Srebrna“ ist eine wörtliche Übersetzung der ursprünglich deutschen Bezeichnung Silberbergpas oder Pass von Silberberg.
Der schmale Pass ist eine der niedrigsten Senken und bequemsten Pässe im gesamten Eulengebirge. In der Vergangenheit hatte der Pass strategische Bedeutung und wurde serit 1777 von der größten europäischen Bergfestung, der Festung Silberberg, geschützt. Auch nach der letzten Landesaufnahme in den Messtischblättern der 1930er Jahre, wurde das Eulengebirge bis Siberberg vom Warthagebirge unterschieden.

## Geologie
Der grobkörnige Gneis aus dem Kambrium, der bei der Hohen Eule über 1000 m aufragt, reicht bis zum Pass von Silberberg. Der Pass liegt auf der Formationsgrenze, entlang welcher der Gneis unter die silurischen Grauwacken einschießt. Bedeutend erleichtert die Erosion u. a. durch Atmosphärilien ihre Arbeit dadurch, dass hart an der Formationsgrenze, ihr parallel, eine schmale Kalksteinzone die Grauwacken durchsetzt. Daran schließt sich der nach Westen sich senkende Talzug von Nowa Wieś Kłodzka (deutsch bis 1945Neudorf), der zum Glatzer Kessel gezählt wird. In die Sohle des Tälchens, das sich nach der Ostseite zu von der Passhöhe steil zur schlesischen Diluvialebene niedersenkt, schmiegt sich das kleine Städtchen Srebrna Góra (Silberberg). Steil erheben sich unmittelbar über diese Passlandschaft die waldreichen Berglehnen, im Norden die letzte Höhe des Eulengneises, die Strohhaube (740 m, polnisch Chochół Mały bzw. Chochół Wielki), im Süden die erste Grauwackenkuppe, der Spitzberg (627 m, Ostróg).

## Nachweise
1. ↑  redakcja Marek Staffa (Hrsg.): Słownik geografii turystycznej Sudetów. T. 12, Góry Bardzkie. Wydawnictwo I-BiS, Wrocław 1993, ISBN 83-8577304-5, S. 191.
2. ↑  Manfred Spata: Das Schlesisch-Glätzische Grenzgebirge. Abgerufen am 9. November 2024.
3. ↑   Robert Fox: Die Pässe der Sudeten: unter besonderer Berücksichtigung der Zentralsudeten (= Forschungen zu deutschen Landes- und Volkskunde. Band 13). J. Engelhorn,, Stuttgart.

Koordinaten: 50° 34′ 15″ N, 16° 38′ 7″ O